# Тетігометриди
Тетігометриди (Tettigometridae) — родина напівтвердокрилих комах з підряду шиєхоботних (Auchenorrhyncha). Включає близько 120 видів. Поширені у Старому світі (Афротропіці, Палеарктиці, Індо-Малаї).

## Характеристика
Вони помітно відрізняються від решти Fulgoroidea деякими морфологічними особливостями голови: лоб не забезпечений бічними кілями, а бічні вічка розташовані у лобовій ділянці. Джгутик вусика також сегментований, а не ниткоподібний, як у решти представників надродини. Передні крила мають незернисту булаву — визначальний елемент, який дозволяє відрізнити їх від Flatidae.

## Спосіб життя
Tettigometridae асоціюються з мурахами, а німфи більшості видів живуть у мурашниках. Вони виділяють медяну росу, яка подобається мурахам, і тому мурашки захищають німф. Tettigometridae є одними з небагатьох цикад, які зустрічаються в пустелях. Дорослі комахи не вміють стрибати, але добре літають.

## Класифікація
Класифікація згідно з Fulgoromorpha Lists On the Web
- Підродина Egropinae Baker, 1924
  - триба Cyranometrini Bourgoin, 1987
    - Cyranometra Bourgoin, 1987

  - триба Egropini Baker, 1924
    - Egropa Melichar, 1903
    - Megaloplastinx Schmidt, 1912
- Підродина Nototettigometrinae Bourgoin, 2018
  - Apohilda Bourgoin, 1986
  - Euphyonarthex Schmidt, 1912
  - Hildadina Bourgoin, 1986
  - Megahilda Fennah, 1959
  - Nototettigometra Muir, 1924
  - Raatzbrockmannia Schmidt, 1924
- Підродина Phalixinae  Ghauri, 1964 
  - Phalix Fennah, 1952
- Підродина Tettigometrinae Germar, 1821
  - триба Plesiometrini Bourgoin, 2018
    - Mesohilda Fennah, 1952
    - Parahilda Knight, 1964
    - Plesiometra Bourgoin, 1986

  - триба Tettigometrini Germar, 1821
    - Tettigometra Latreille, 1804